# Antoinette Szumowska-Adamowska
Antoinette Szumowska (Lublin, Regne del Congrés de Polònia, 22 de febrer, 1868, - Rumson, New Jersey (Estats Units), 16 d'agost, 1938), originàriament Antonina Szumowska, més tard Antoinette Szumowska-Adamowska, va ser una pianista i professora de piano polonesa.

## Joventut
El seu pare d'Antonina Szumowska, era professor, havia estat exiliat polític a Sibèria. Antonina va ser educada a Varsòvia. Després de la universitat, va estudiar piano en un conservatori de Varsòvia, amb Rudolf Strobl i Aleksander Michałowski. Szumowska es va traslladar a París el 1890, on va utilitzar la forma francesa del seu nom ("Antoinette"), i va estudiar amb Ignacy Jan Paderewski durant cinc anys:
| « | "Les meves lliçons amb Paderewski van ser una mica irregulars. Vam treballar junts sempre que venia a París. De vegades no el veia durant uns quants mesos, i després es trobava a París unes quantes setmanes; en aquestes temporades treballàvem junts molt sovint." | » |

Va ser l'única alumne que Paderewski va tenir mai.

## Carrera
Szumowska va debutar a París el 1891 i a Londres l'any següent. Va actuar en una gira per Gran Bretanya el 1893. El 1895 va fer el seu primer viatge als Estats Units, on va tocar a Boston i al Madison Square Garden de la ciutat de Nova York, i al concert inaugural al "Steinway Hall" de Chicago. Szumowska va donar concerts especials i va escriure "An Appreciation of Chopin" per a la revista "The Etude", amb motiu del centenari del compositor polonès el 1910. Va ser membre del trio Adamowski amb el seu marit i el seu germà, Timothee Adamowski.
Durant i després de la Primera Guerra Mundial, Szumowska va ser presidenta de la branca de Nova Anglaterra dels Amics de Polònia, una organització de socors. Va recaptar diners i va anar a Varsòvia el 1920 per coordinar la distribució de menjar i roba. Per les seves contribucions va ser guardonada amb la Creu d'Oficial de l'Orde Polònia Restituta, el 1924, una condecoració presentada pel seu antic mestre Paderewski. El 1921 va reprendre la seva carrera d'intèrpret, amb un concert a Boston. "La senyora Szumowska no ha perdut res de la seva habilitat tècnica", va assenyalar una revista nord-americana: "Les seves curses són ondulades i suaus, el seu trill no es pot igualar i la seva interpretació magistral en general va ser una revelació benvinguda per al públic".
Szumowska va ensenyar al Conservatori de Música de Nova Anglaterra. Entre els seus alumnes hi havia Jesús María Sanromá i Dai Buell.

## Vida personal
Antoinette Szumowska es va casar amb el violoncel·lista Joseph Adamowski el 1896. Van tenir dos fills, Helene (Helenka) i Thaddeus (Tadeusz). Vivien a Massachusetts i tenien una casa d'estiueig a Sutton Island, Maine. Va quedar vídua el 1930 i va morir el 16 d'agost de 1938 a Rumson, Nova Jersey, als 70 anys.
La seva filla Helene Adamowska es va convertir en actriu i humanitària sota el nom de Helenka Pantaleoni. El seu fill Tadeusz Adamowski es va convertir en atleta a la Universitat Harvard i va jugar a hoquei gel per a Polònia als Jocs Olímpics d'hivern de 1928, abans de servir a l'exèrcit polonès durant la Segona Guerra Mundial. Els seus dos fills van ser actius en nom d'UNICEF més tard en les seves vides. L'actriu Téa Leoni és la besneta d'Antoinette Szumowska.